# Tokyo Rinkai-fukutoshin

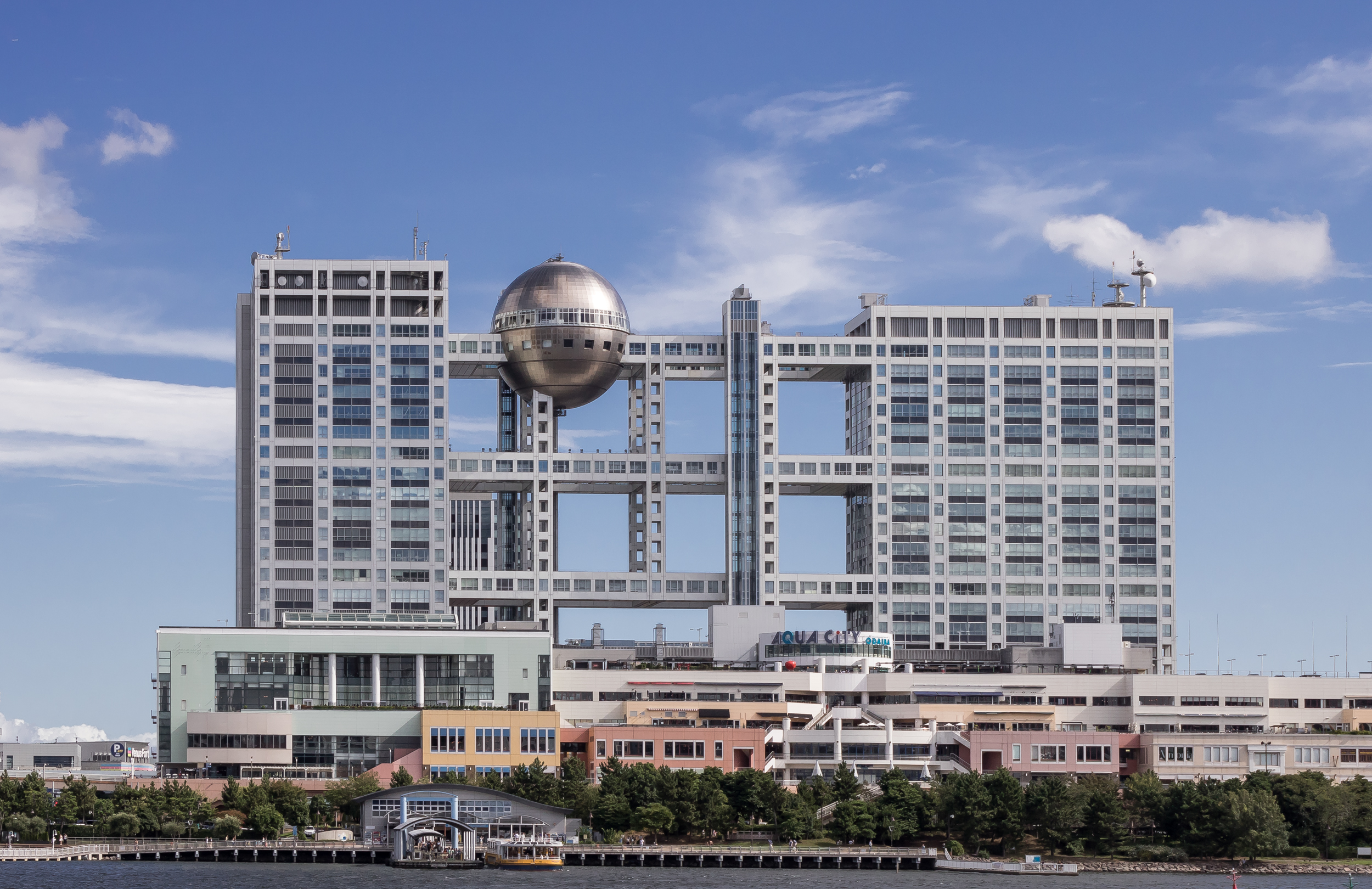
het hoofdkantoor van Fuji Television in Odaiba met daarvoor het winkelcentrum AquaCity

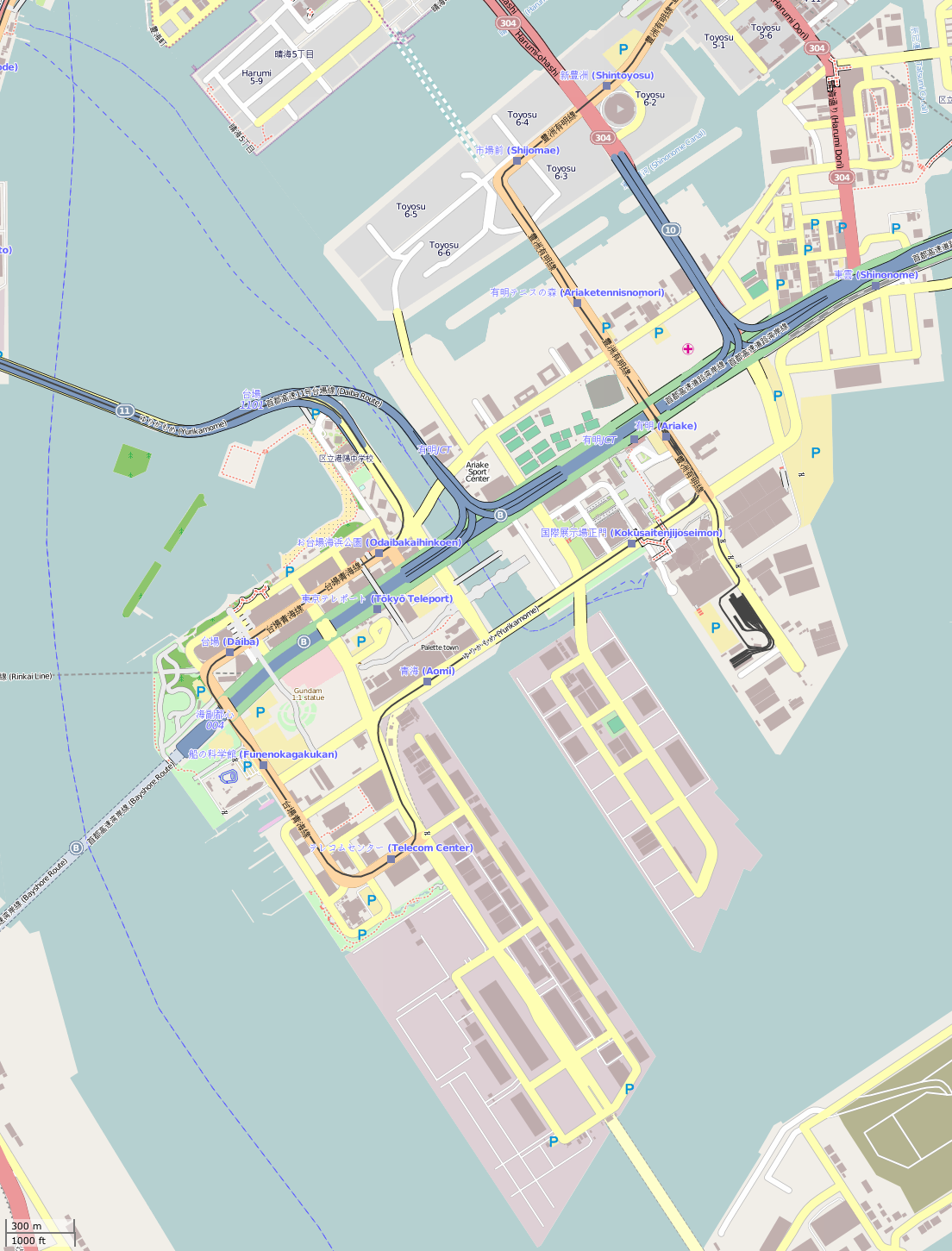
Kaart van Odaiba (links) en Ariake (rechts); Rinkai-fukutoshin beslaat de noordelijke helft van beide eilanden, waarbij de zuidelijke delen uit haven- en bedrijventerrein bestaan.

Tokyo Rinkai-fukutoshin (kanji: 東京臨海副都心; hiragana: とうきょうりんかいふくとしん; Engels: Tokyo Waterfront Subcenter) is een stedelijk subcentrum (fukutoshin) van de Japanse hoofdstad Tokio. Het waterfront is gelegen aan de Baai van Tokio op twee kunstmatige eilanden, zo'n zes kilometer ten zuidoosten van de binnenstad. Rinkai-fukutoshin is vanaf de jaren 1990 ontwikkeld op de landaanwinningen van voormalige vuilnisbelten. Het omvat de stadsdelen Odaiba (behorend tot Minato), Higashi-Yashio (behorend tot Shinagawa), Aomi en Ariake (beide behorend tot Koto). Het centrum is geen bestuurlijke maar een functionele eenheid, gepland om de druk op het centrale zakendistrict van Marunouchi en Ginza te verlichten. Tegenwoordig is het een belangrijk recreatiegebied voor bewoners van de stad, evenals een populaire bestemming voor toeristen.

## Naam
De officiële Engelse naam die door de Tokiose overheid wordt gehanteerd is Tokyo Waterfront City. In de volksmond staat het gebied ook bekend als Odaiba, hoewel dat in nauwe zin slechts een van de twee eilanden of een van de vier stadsdelen is waaruit Rinkai-fukutoshin bestaat.

## Topografie
Rinkai-fukutoshin is gelegen op twee kunstmatige eilanden in de Baai van Tokio en beslaat in totaal een oppervlakte van 442 hectare. Het ligt in het zuidwesten van Koto, zo'n zes kilometer ten zuiden van het centrum van Tokio. Het gebied telt vier stadsdelen; Odaiba, Higashi-Yashio en Aomi liggen op het eiland Odaiba, terwijl Ariake het westelijk deel vormt van een eiland met Shinonome. Rinkai-fukutoshin bevindt zich op de noordelijke delen van beide eilanden. De zuidelijke delen bestaan uit haventerrein. Het gebied wordt verder door het water van omliggende wijken en landaanwinningen gescheiden. Ten noorden en oosten van Ariake liggen de stadsdelen Toyosu en Tatsumi die eveneens op landaanwinningen gebouwd zijn. Verder zuidoostwaarts bevindt zich Chuobohatei dat als golfbreker is aangelegd. De wijken Shinagawa en Minato liggen ten westen van Odaiba.

## Geschiedenis

### Achtergrond
Vanaf halverwege de jaren 1980 tot aan het begin van de jaren 1990 vonden er in Tokio veel grootschalige stedelijke (her)ontwikkelingen plaats. De ontwikkelingen werden gedreven door vier onderling verbonden factoren. In de eerste plaats veranderde op nationaal schaalniveau de ruimtelijke verdeling van economische activiteiten. Fabrieken sloten en vestigden zich op een andere locatie, de dienstensector breidde zich uit in de steden en de globaliserende economie concentreerde zich in Tokio. Deze ontwikkelingen werden gesterkt door het beleid van de nationale overheid dat verschoof van een gelijke ruimtelijk-economische verdeling in het land naar clustering in de agglomeratie van Tokio. Binnen de stad zelf streefde de prefecturale overheid een polycentrische structuur na, waarbij de economische functies gerelateerd aan globalisering zich in de verschillende subcentra vestigden. Beleid was er in de tweede plaats op gericht om – in lijn met de neoliberale reactie op de lage economische groei na de oliecrisis in 1973 – meer private investeringen in publieke werken te realiseren. Bovendien werden de omstandigheden voor projectontwikkelaars aantrekkelijker gemaakt. Het gevolg was een toename in kantooroppervlak, maar ook een sterke stijging van de grondprijzen en het verdwijnen van bewoners uit de centrale delen van Tokio.
Verder speelde de opkomst van de informatiemaatschappij mee; een continue kennisstroom via telecommunicatie werd nodig geacht voor stabiele economische groei. Een nationaal netwerk voor informatiestromen werd voorzien tussen de steden, waarbij Tokio een centrale positie innam om zijn rol als belangrijk economisch en financieel centrum in de wereldeconomie te waarborgen. De bouw van de daarvoor benodigde infrastructuur als grondstations en gebouwen uitgerust met hightechtechnologie werd daarom aangemoedigd. Tot slot leidde het Japanse handelsoverschot tot frictie met het Westen en in het bijzonder met de Verenigde Staten – waarvan Japan voor zijn defensie afhankelijk was. Daar het Plaza-akkoord van 1985 – ondanks de appreciatie van de yen ten opzichte van de dollar – het Japanse overschot op de Amerikaanse markt niet terug kon brengen, kwam de Japanse overheid met een pakket van maatregelen om de relatie met de Verenigde Staten te verbeteren. De maatregelen waren erop gericht om een meer zelfvoorzienende economie te creëren en moesten onder andere de binnenlandse consumptie stimuleren. Grootschalige stedelijke ontwikkelingsprojecten zorgden voor een economische impuls, doordat de bouw en gerelateerde sectoren werkgelegenheid creëerden.
Eind jaren 1970 verouderde de industrie in de havengebieden dichter bij het centrum van Tokio; fabrieken raakten nu in onbruik. Daarnaast werden veel havenactiviteiten – zoals de overslag van containers – verlegd naar de buitenste delen van de haven. Tegelijkertijd nam de vraag naar kantoorruimte door de groeiende dienstensector in de stad toe. Als gevolg hiervan kwam er land in de oude havengebieden van Tokio vrij voor stedelijke ontwikkeling. De havenautoriteit van Tokio voorzag ruimte voor kantoren, huisvesting en recreatie naast de resterende havenactiviteiten in de vrijgekomen gebieden.

### Eerste plannen
In april 1986 kwam de toenmalig gouverneur van Tokio, Shunichi Suzuki, met het idee voor de ontwikkeling van een teleport op landaanwinning no. 13 – het huidige eiland Odaiba. De Tokyo Metropolitan Government (TMG) zette vervolgens een adviescommissie op bestaande uit telecomexperts en planologen voor de ontwikkeling van een voorlopig plan dat in augustus 1986 gepresenteerd werd. Daarin werd de ontwikkeling van 98,3 ha grond met een totale vloeroppervlakte van 340 ha voorzien. Naast telecomvoorzieningen kwam er ook ruimte voor bedrijven, woningen en conventiecentra, waarmee het initiële idee van een teleport werd verlaten voor de ontwikkeling van een zakencentrum.
In datzelfde jaar publiceerden beleidsonderzoekers van de regeringspartij LDP een beleidsinitiatief voor de verdere stedelijke ontwikkeling van Tokio. Om zowel de vraag naar kantooroppervlakte te beantwoorden als de binnenlandse consumptie te stimuleren, stelden zij grootschalige stadsvernieuwingsprojecten voor bij onder andere het waterfront van Tokio. De toenmalige vice-premier Shin Kanemaru bracht twintig industriëlen, academici, journalisten en ambtenaren samen om na te denken over de financiering van deze projecten door private partijen. De groep stelde algemene richtlijnen op qua projectbeheer, inclusief publiek-private samenwerkingen tussen nationale en lokale overheden, andere relevante overheidsorganisaties en private bedrijven. Daaropvolgend richtten zes ministeries en de TMG in november 1986 een commissie op om verdere richting aan het waterfrontproject te geven. Ze spraken in januari 1987 af dat de TMG de leiding zou nemen binnen het project omdat deze de meeste grond in bezit had. Ruim een jaar later werd het plan gepresenteerd met een vloeroppervlakte van 448 ha, een beoogde bevolking van 60 duizend personen en 110 duizend arbeidsplaatsen.

### Realisatie en vertraging
Voor de realisatie van het plan werd afgesproken dat een publiek-private samenwerking verantwoordelijk was voor de infrastructuur, terwijl private partijen de gebouwen op de percelen ontwikkelen. Het land bleef eigendom van de TMG en werd verpacht aan particuliere projectontwikkelaars. De kosten voor het aanleggen van de infrastructuur werden in 1990 geraamd op 3960 miljard yen. Het project zou voornamelijk gefinancierd worden uit de pachtopbrengsten van de TMG. De eerste bouwfase betrof twintig percelen met een gezamenlijke oppervlakte van 23 ha die werden uitgegeven aan vijftien ontwikkelaars. Tegelijkertijd wilde de TMG een grote openluchttentoonstelling organiseren over hoe het nieuwe stadsdeel gebouwd werd met behulp van technologische innovaties om de kwaliteit van het leven te verbeteren, maar vanwege gebrek aan financiering werd dat plan achtereenvolgens uitgesteld, afgeschaald en geschrapt.
De herontwikkeling van het gebied liep vertraging op, door de recessie die volgde op het knappen van de Japanse zeepbeleconomie in begin 1992. Terwijl de overheid doorging met het aanleggen van infrastructuur, trokken particuliere projectontwikkelaars zich terug omdat ze de kosten niet op konden brengen. Het bleef daardoor lastig vol te houden dat de publieke investering zich terug zou verdienen met privaat geld, wat leidde tot onvrede bij de bevolking. In 1995 werd Yukio Aoshima verkozen tot de nieuwe gouverneur van Tokio op de belofte dat het project herzien zou worden. Hij was verantwoordelijk voor het schrappen van de openluchttentoonstelling en zette een adviescommissie op voor de herziening. Deze commissie wist echter niet tot een overeenkomst te komen; tegenstanders van het project stelden afschaling voor om de kosten te drukken, terwijl voorstanders van het project juist beargumenteerden dat afschaling duurder uit zou pakken omdat de herontwikkeling zo sterk afhankelijk was van private investeringen. Uiteindelijk bleef het plan in grote lijnen ongewijzigd; vanwege de substantiële publieke investeringen die al gedaan waren, was de ontwikkeling van winkelcentra en kantoren noodzakelijk om de kosten terug te verdienen. Ondanks de vertraging sloeg de ontwikkeling van Rinkai-fukutoshin als recreatie- en winkelgebied aan bij de Tokiose bevolking en in het bijzonder bij de jongeren. Volgens schattingen van de TMG telde het gebied in 1999 zo'n 31 miljoen bezoekers.

## Economie en voorzieningen

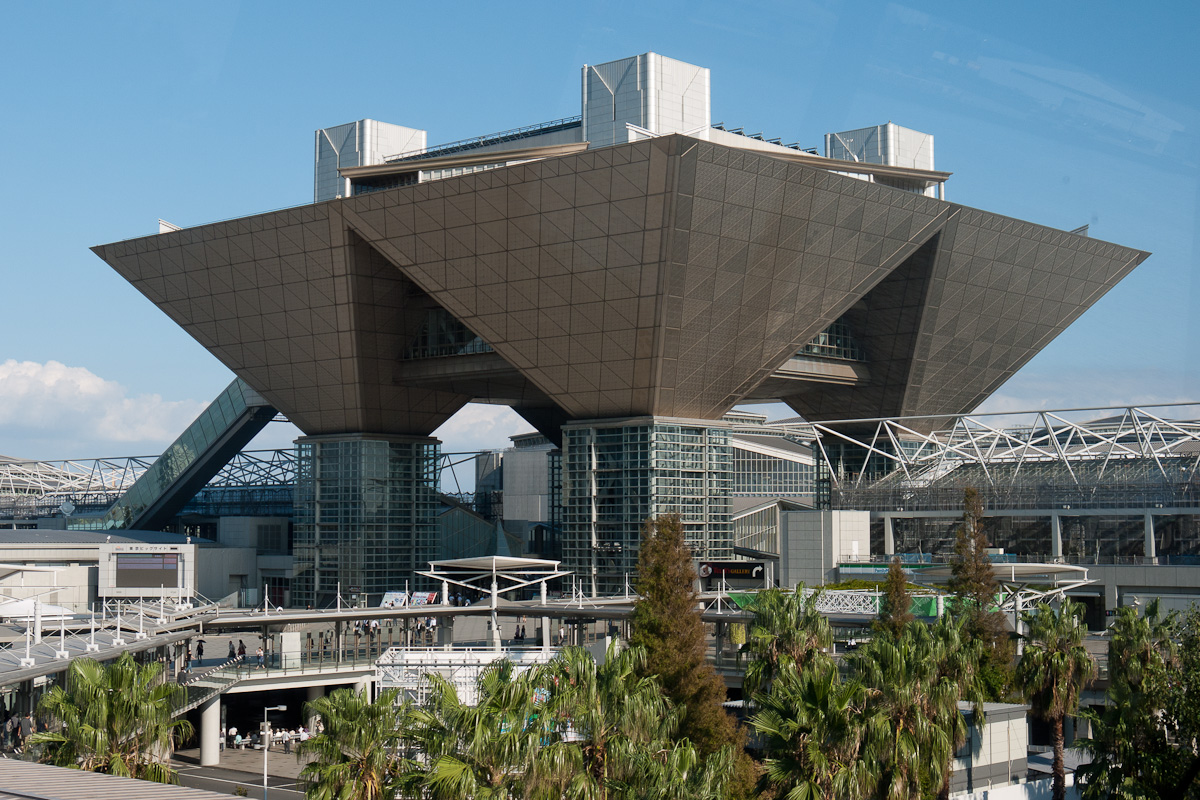
Tokyo Big Sight in Ariake

### Recreatie en toerisme
Rinkai-fukutoshin is een belangrijk recreatiegebied voor de bewoners van Tokio en het gebied heeft zich daarnaast als een voorname toeristische attractie ontwikkeld. Zo trok het in 2004 meer dan 40 miljoen bezoekers. In vergelijking met de rest van Tokio is de grootschalige bebouwing van Odaiba en Ariake ruim opgezet. Parken en ander openbaar groen (zoals het Shinborupuromunadopark en Shiokazepark) beslaan in totaal 93 hectare en daarmee 21 procent van het totale oppervlak. Het open gebied vormt zodoende een afwisseling van de dichtbebouwde omliggende stad. De in 1993 geopende Rainbow Bridge evenals de opvallend vormgegeven gebouwen (zoals het hoofdkantoor van Fuji Television) en vele voorzieningen zijn voor bezoekers een trekpleister.
Voorzieningen omvatten naast de eerder genoemde parken onder andere een strand, hotels, winkel- en conventiecentra, sportfaciliteiten en musea (zoals het Miraikan). Odaiba telt vier grote winkelcentra: Decks Tokyo Bay (18.700 m²), Aqua City (25.000 m²), DiverCity Tokyo Plaza (32.000 m²) en Pallet Town (72.800 m²). De centra huisvesten naast winkels en restaurants voorzieningen als een bioscoop, een overdekt amusementspark en een reuzenrad. In het zuiden van Ariake ligt het evenementencomplex van de Tokyo Big Sight waar evenementen als Comiket en de Tokyo Motor Show grote aantallen bezoekers trekken. In het noorden bevindt zich het Ariake Colosseum, een overdekt sportstadion, waar jaarlijks het tennistoernooi van Tokio wordt gehouden. In verband met de Olympische Spelen van 2020 werden er in het stadsdeel nog meer sportaccommodaties ontwikkeld zoals de Ariake Arena die naderhand dienst is gaan doen als evenementenhal.

### Transport en infrastructuur

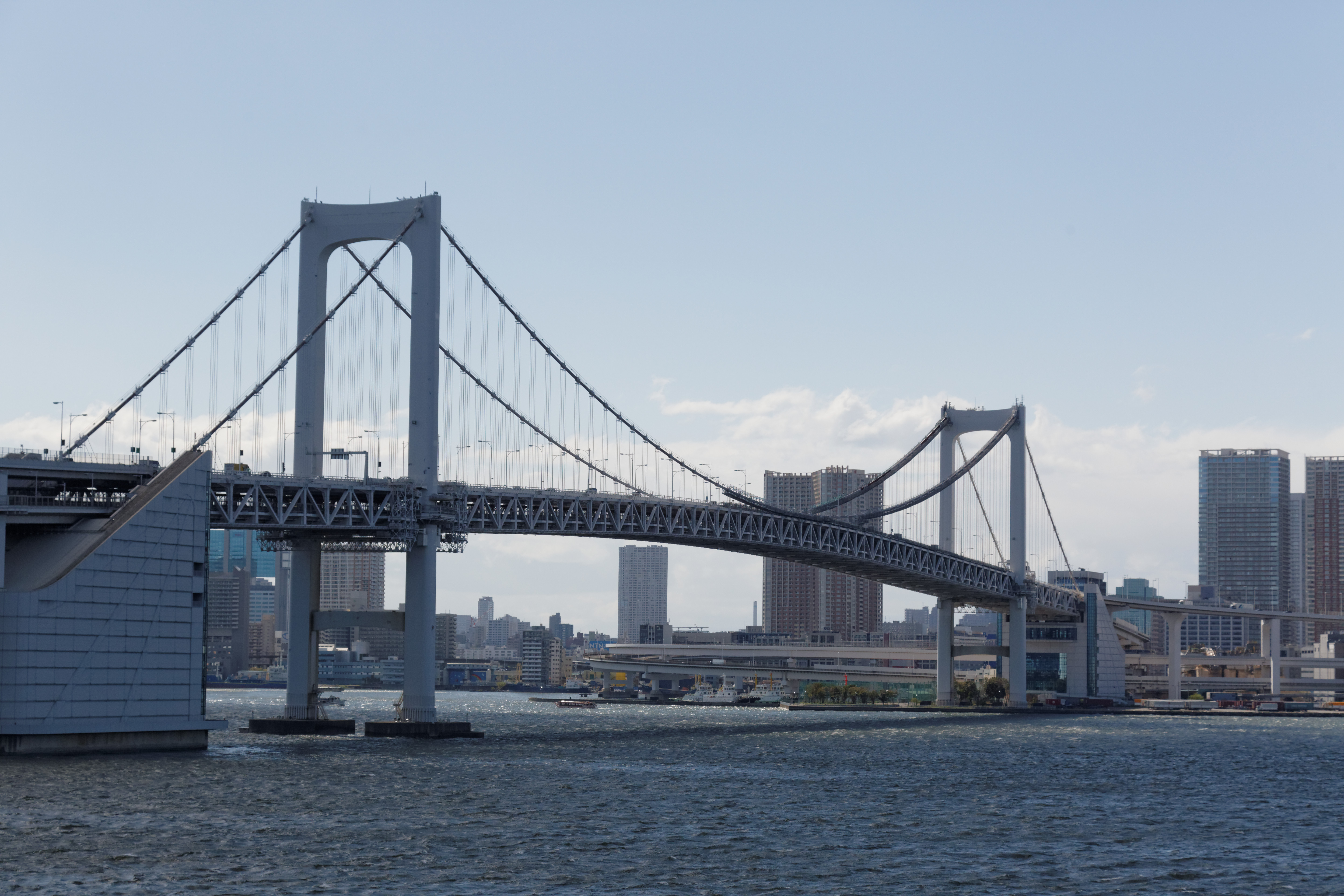
De Rainbow Bridge verbindt Rinkai-fukutoshin met Minato en is daarnaast een toeristische attractie geworden.

Rinkai-fukutoshin is met de rest van Tokio verbonden middels auto-, spoor- en waterwegen. Het centrum wordt doorsneden door drie lijnen van de Shuto-autosnelweg. De Wanganlijn is de voornaamste oost-westverbinding voor autoverkeer die zowel dwars door Odaiba als Ariake loopt. De weg vormt een verbinding met Shinagawa, Luchthaven Haneda en Yokohama in het westen en met de rest van Koto, Edogawa en de prefectuur Chiba in het oosten. De Daibalijn verbindt het gebied via de Rainbow Bridge met Minato. De Harumilijn loopt oostelijk van Ariake via Toyosu naar Harumi in Chuo.
Het openbaar vervoer in het gebied wordt verzorgd via (water)bussen en twee metrolijnen. De Rinkailijn ligt ondergronds, parallel aan de Wanganlijn en vormt een verbinding met station Osaki in het westen en Shinkiba in het oosten. Odaiba is middels station Tokyo Teleport op de lijn aangesloten en Ariake middels station Kokusai-Tenjijo. De volledig geautomatiseerde Yurikamome loopt van station Shimbashi in Minato via de Rainbow Bridge naar station Toyosu in Koto en slingert daarbij door Rinkai-fukutoshin. Odaiba en Ariake tellen respectievelijk vijf en drie stations op de lijn. Daarnaast varen er watertaxi's tussen Odaiba, Ariake en omliggende stadsdelen. Bovendien ligt de internationale cruiseterminal van Tokio ten westen van Aomi.